# گویجه‌لی پایین
گویجه‌لی پایین (به لاتین: Aşağı Göycəli) یک منطقه مسکونی در جمهوری آذربایجان است که در شهرستان آغستفا واقع شده است. گویجه‌لی پایین ۲۲۱۸ نفر جمعیت دارد.